# 로날트 보름
로날트 보름(독일어: Ronald Worm, 1953년 10월 7일, 노르트라인-베스트팔렌 주 뒤스부르크 ~)은 독일의 전직 국가대표 축구 선수로, 현역 시절 스트라이커로 활약했다.

## 클럽 경력
보름은 고향 뒤스부르크에서 신고식을 치르고 1971년부터 1979년까지 분데스리가 231번의 경기에 출전하여 71골을 기록했다. 1979년, 그는 1M DM의 이적료에 묀헨글라트바흐로 떠난 하랄트 니켈의 대체자로서 브라운슈바이크로 이적했다. 그는 1987년에 브라운슈바이크에서 계약이 만료될 때까지 활약하고 은퇴했다.

## 국가대표팀 경력
보름은 1975년부터 1978년까지 서독 국가대표팀 경기에 7번 출전해 5골을 기록했다. 그는 유로 1976과 1978년 월드컵에서 서독 선수단 일원으로 참가했지만, 한 경기도 출전하지 못했다.
보름스는 1972년 하계 올림픽에서도 서독 선수단 일원으로 참가했었다.

### 국가대표팀 득점 기록
아래의 점수에서 왼쪽의 점수가 서독의 점수이며, 점수 열은 아브람치크의 득점 상황을 나타낸다.
| # | 날짜             | 경기장                             | 상대     | 점수 | 결과 | 대회             |
| - | ---------------- | ---------------------------------- | -------- | ---- | ---- | ---------------- |
| 1 | 1975년 12월 20일 | 튀르키예 이스탄불 이뇌뉘           | 튀르키예 | 3–0  | 5–0  | 친선경기         |
| 2 | 1975년 12월 20일 | 튀르키예 이스탄불 이뇌뉘           | 튀르키예 | 4–0  | 5–0  | 친선경기         |
| 3 | 1976년 2월 28일  | 서독 도르트문트 베스트팔렌슈타디온 | 몰타     | 1–0  | 8–0  | 유로 1976 예선전 |
| 4 | 1976년 2월 28일  | 서독 도르트문트 베스트팔렌슈타디온 | 몰타     | 2–0  | 8–0  | 유로 1976 예선전 |
| 5 | 1978년 2월 22일  | 서독 뮌헨 올림피아슈타디온         | 잉글랜드 | 1–1  | 2–1  | 친선경기         |

## 감독 경력
2015년을 기점으로, 보름은 브라운슈바이크의 여자부를 지휘하고 있다.